# شوهان عليا (مقاطعة إسلام آباد غرب)
شوهان عليا (بالفارسية: شوهان علیا) هي قرية تقع في كرمانشاه في إيران. يقدر عدد سكانها بـ 35 نسمة .